# 東門里 (金門縣)
東門里是中華民國金門縣金城鎮的一個里，西與南門里接壤，北與北門里相連，東接金寧鄉榜林村、南接賢庵里，人口約五千人。1935年實施地方自治時設後浦聯保，1950年析置東門里。